# Оріховські
Оріховські, спольщене Ожеховські — шляхетські роди.

Герб Окша

## Гербу Окша

### Представники
- Олександр — військовик, брав участь у битві під Варною 1444
  - Іван (Ян,[1] за даними о. Каспера Несецького Т. І. — ім'я невідоме), дружина — Катерина, дочка Стецька (Івана) Боратинського, мали кілька синів
    - Валентин — суддя земський перемиський
    - ім'я невідоме, ймовірно, дружина перемиського підкоморія Петра Гроховського бл. 1526 року

  - Олександр[1] (за К. Несецьким, ім'я невідоме), дружина — Варвара (Барбара,[1] за К. Несецьким, її ім'я невідоме), сестра Катерини з Боратинських, дітей не мали; стрийко письменника Станіслава Оріховського
  - Станіслав
    - Станіслав — письменник, священник, релігійний діяч
    - Наталія[2] (за К. Несецьким — ім'я невідоме), дружина Міхала Подфіліпського
    - Миколай — писар земський перемиський

- Катерина — суддянка земська перемиська,[3] дружина Яна Париса Дрогойовського[4]

## Гербу Рогаля
Були представлені у Люблінському воєводстві, Холмській землі.

### Представники
- Якуб, Каспер — згадані в листі короля Сигізмунда І Старого місту Любліну
- Павло — дідич Дорогуська, чашник (1587), підкоморій (1590) холмський, посол сеймів Республіки Обох Націй, маршалок Посольської ізби
- Павло — посол сеймів 1618, 1631 років
- Катерина — дружина Яна Фірлея
- ім'я невідоме, дружина брацлавського стольника Самуеля Нагорецького

## Герб невідомий
- Станіслав та Анна; дідичі села Руда (донедавна — Жидачівський район)[5]
- Анна — донька холмського каштеляна, друга дружина Станіслава, мачуха Яна Саріуша Замойських[6]
- Геронім — перемиський каштелян[7]
- Ян — з 1690 року чоловік першої покойової королеви Йоанни Шумовської (Шомовської) гербу Любич[8]